# Murádidas
Os murádidas (em árabe: دولة مرادية) foram uma dinastia de beis que governou a Tunísia, então chamada Regência de Tunes, sob a soberania do Império Otomano de 1613 a 1702, quando a família husseinita, aparentada com os murádidas, pôs fim ao seu governo.
A dinastia foi fundada por Murade Bei, um janízaro (corpo militar de elite do Império Otomano) de origem corsa.

## História
Ramadã Bei, então governante da Tunísia, apoiou o corso Murade desde a sua juventude. Depois da morte de Ramadã em 1613, Murade sucedeu ao seu benfeitor, tendo sido nomeado bei por Iúçufe Dei, um cargo que exerceu até 1631. Como bei, Murade era o comandante da coluna militar (mhalla) encarregada de cobrar os impostos e da pacificação do interior do país. Murade obtém depois o título de paxá, concedido pelo sultão otomano, mas a sua patente de bei continuou a ser inferior à de dei.
Quando Murade morrei, o seu filho Hamuda Paxá Bei (r. 1631–1666) herdou os títulos, com o apoio dos notáveis locais da Tunísia. Devido ao se título de paxá, o bei chegou a a gozar do prestígio de conexão com o sultão em Constantinopla. Em 1640, com a morte do dei, Hamuda Bei manobrou para ficar com o controlo das nomeações para esse cargo.

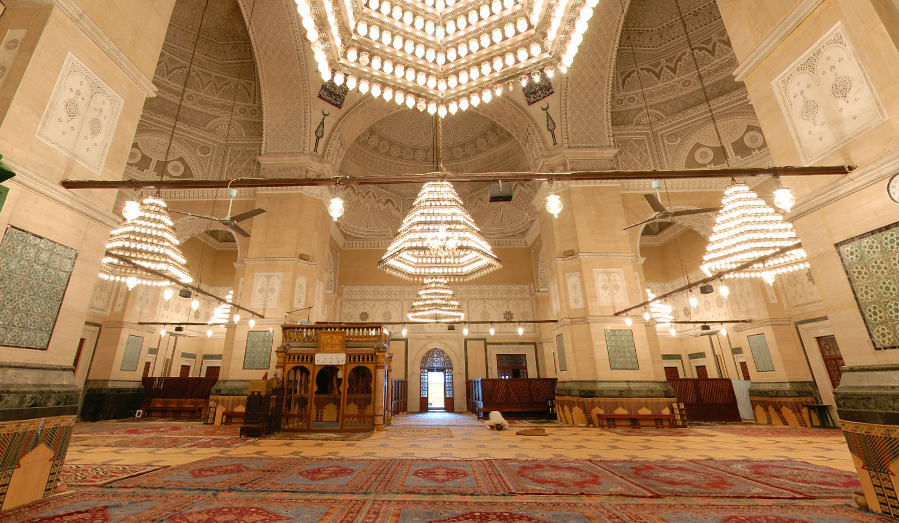
Interior da Mesquita de Sidi Mahrez, em Tunes, uma das realizações arquitetónicas dos murádidas

Durante o governo de Murade II Bei (r. 1666–1675), filho de Hamuda, o divã voltou a funcionar como um conselho de notáveis. Os beis murádidas partilharam o poder com a poderosa milícia turca dos janízaros, comandada pelo dei por eles eleito, se bem que muitas vezes acontecia que os murádidas tivessem grande influência nas decisões do divan.
Porém, em 1673 os deis janízaros rebelaram-se ao verem diminuir o seu poder. Durante o conflito que se seguiu, que ficou conhecido como as revoluções de Tunes, as tropas urbanas dos deis janízaros lutaram contra as tropas fiéis aos murádidas, constituídas na sua maior parte por gente das zonas rurais, comandada por xeques tribais. Contudo, os murádidas contaram com o apoio popular e dos notáveis de Tunes. A vitória dos beis foi também uma vitória dos beduínos e dos notáveis rurais da Tunísia. O árabe voltou a ser língua oficial local, apesar do turco continuar a ser usado no governo central, o que acentuava o estatuto de elite e de ligação aos Otomanos dos murádidas.
Com a morte de Murade II Bei a discórdia interna no clã murádida levou a uma guerra civil que ficou conhecida como a revolução de Tunes ou revoluções de Tunes. Os governantes turcos da Argélia intervieram em favor de um dos lados e as suas tropas permaneceram na Tunísia após o final do conflito, o que causou impopularidade. A situação de discórdia civil e interferência argelina persistiu, e o último bei murádida, Murade III Bei, foi assassinado em 1702 por Ibraim Xarife, aga (comandante) dos janízaros. A tomada do poder de Ibraim Xarife teve o apoio do dei argelino e o acordo de Istambul. Após ter assassinado todos os príncipes murádidas, Ibrahim governou durante três anos com o apoio do dei da Argélia e abriu caminho à chegada ao poder de Hussein I Bei, fundador da dinastia husseinita, a segunda e última dinastia beilhical da Tunísia.

## Lista de beis murádidas
- Murade I (1628 — 1631)
- Hamuda Paxá Bei (1631 — 1666)
- Murade II (1662 — 1675)
- Maomé II (1675)
- Ali I (1675)
- Maomé III (1675)
- Maomé II (segunda vez: 1675 — 1676)
- Ali I (segunda vez: 1676 — 1688)
- Maomé Alhafes (1680  — ?)
- Maomé II (terceira vez: 1688 — 1695)
- Ramadã (1695 — 1698)
- Murade III (1698 — 1702)